# Музей русского импрессионизма
Музей русского импрессионизма — частный музей в Москве, посвящённый русскому искусству конца XIX — первой трети XX века. Расположен в здании, построенном на территории бывшей кондитерской фабрики «Большевик».

## История
Основатель музея — Борис Минц. С 2001 года он коллекционирует русскую живопись и графику — главным образом работы художников конца XIX — начала XX века. В его коллекцию входят работы Серова, Коровина, Кустодиева, Кончаловского, Поленова, Пименова, Герасимова. Часть из них представлена в частном Музее русского импрессионизма, для которого Минц построил здание на территории принадлежащей ему бывшей кондитерской фабрики «Большевик». Постройка выставочного здания на месте склада кондитерского сырья по проекту архитектурного бюро John McAslan + Partners обошлась в 16,5 миллионов долларов.
Под руководством директора Юлии Петровой музей, открывшийся для публики 28 мая 2016 года, начал свою деятельность еще в 2014 году, когда в Москве и регионах России аукционный дом MacDougall’s провел серию выставок. Совместный проект с библиотекой иностранной литературы «Картина в библиотеке» почти за три года объехал несколько крупных российских городов и вывел Музей в финал премии «Интермузей-2016». В 2016, 2022 и 2024 годах вошёл в лонг-лист номинантов премии The Art Newspaper Russia в номинации «Музей года».
В 2024 году музей объявил о смене партнера-попечителя. Новым попечителем и Председателем Попечительского совета стал предприниматель, акционер Группы компаний ФСК Владимир Воронин.

## Коллекция
Собрание основано на частной коллекции Бориса Минца, сосредоточившегося на русском искусстве конца XIX — начала XX века. Самая ранняя картина собрания — «В овраге» Василия Поленова (1879). Многие полотна в коллекции были приобретены за рубежом, таким образом вернувшись на родину: «Лето» Николая Богданова-Бельского и «Венеция» Бориса Кустодиева, две работы Петра Кончаловского и «Горная деревня» Николая Дубовского. 
В постоянной экспозиции картины: Константина Коровина, Валентина Серова, Станислава Жуковского, Игоря Грабаря и Константина Юона.
«Композитор Дмитрий Курляндский специально для музея создал пять музыкальных историй по мотивам основных работ постоянной экспозиции. На первом этаже можно будет увидеть инсталляцию современного американского художника Жан-Кристофа Куэ, посвященную процессу создания картин. С помощью новейших технологий художник „расщепил“ несколько музейных шедевров на мазки».

## Выставки
Музей русского импрессионизма организовал уже более 25 временных выставок, участие в которых принимали Третьяковская галерея, Государственный Русский музей, Музей Орсе, Центр Помпиду и несколько десятков российских региональных музеев федерального и муниципального подчинения. 
Многие выставки в музее посвящены художникам, забытым на родине: весной 2016 года здание открылось экспозицией «Арнольд Лаховский. Очарованный странник», а в декабре того же года музей представил первую в Москве персональную выставку Елены Киселевой, в октябре 2017 года впервые за 40 лет открылась ретроспектива живописца Михаила Фёдоровича Шемякина, ученика Серова и Коровина. Живопись «отца русского футуризма» Давида Бурлюка из российских и зарубежных музейных и частных коллекций соединилась в экспозиции «Давид Бурлюк. Слово мне!» осенью 2018 года. Выставка художника Николая Мещерина была подготовлена совместно с Третьяковской галереей в феврале 2019 года. В 2020 году в экспозиции «Сергей Виноградов. Нарисованная жизнь» расположились подчеркнуто легкие сюжеты картин русского живописца и влиятельного арт-консультанта России начала XX века.
Кураторы также обращают внимание на национальные школы импрессионизма: в 2017 году в музее прошла выставка «Армянский импрессионизм. От Москвы до Парижа», в конце 2019 года была представлена экспозиция «Импрессионизм и испанское искусство». 
Ряд выставок посвящен исследованиям в области авангарда: в 2018 году на экспозиции «Импрессионизм в авангарде»  демонстрировались импрессионистические работы русских авангардистов, а пришедшаяся на карантин 2020 года выставка была посвящена портретисту и иллюстратору Юрию Анненкову. Весной 2021 года в рамках выставки «Охотники за искусством» широкой публике открылись произведения из собрания частных советских коллекционеров.
В 2021 году исследовательская деятельность музея нашла отражение в проекте «Другие берега. Русское искусство в Нью-Йорке. 1924». Искусствоведам удалось установить судьбу нескольких сотен произведений с крупнейшего в США показа русской живописи, скульптуры и графики 1924 года. Расширенный каталог выставки был признан «Книгой года» по версии The Art Newspaper Russia.
В феврале 2022 года музей представил масштабный проект «Авангард. На телеге в XXI век», созданный совместно с Энциклопедией русского авангарда, Ельцин-центром и Вятским художественным музеем. Выставка является реконструкцией масштабной экспозиции авангардного искусства, забытой в Вятской губернии сто лет назад. Более ста работ авангардистов привезли в Москву из музеев Вятского края. Концептуальным продолжением выставки стал проект о перевозке искусства и процессах, которые обычно остаются вне поля зрения посетителей.
20 июня 2024 года в Музее русского импрессионизма открылась выставка — «Журнал красивой жизни», посвященная первому отечественному глянцу «Столица и усадьба»: изданию, выходившему раз в две недели с 1913 по 1917 год.